# CLDN5
CLDN5‏ (Claudin 5) هوَ بروتين يُشَفر بواسطة جين CLDN5 في الإنسان.